# 筧正重
筧 正重（かけい まさしげ）は、戦国時代から安土桃山時代の武将。徳川氏の家臣。

## 経歴
松平氏に仕えた筧正治の子で、正重も兄の筧重忠とともに岡崎城主松平清康、広忠に仕える。天文16年（1547年）兄正重に上和田城主松平忠倫暗殺の命が下ると、兄とともに上和田に出向いて偽って降り、正重が忠倫を暗殺すると兄の上和田撤収を助けて共に岡崎へ帰還した。
広忠没後はその子の元康（徳川家康）仕える。弘治2年（1556年）尾張国の織田氏が酒井忠次の守る福谷城を攻めると、援将の一人として守城を助けた。永禄3年（1560年）桶狭間の戦いでは兄重忠や弟正則らとともに丸根砦攻撃に加わる。永禄6年（1563年）三河一向一揆では勝鬘寺に与して家康に背き、同年の小豆坂の戦いでは平岩親吉と矛を交えて手傷を負わせている。翌年の上和田の戦いにも出陣して松平勢と交戦。また勝鬘寺に斥候が送り込まれた際にはこれを撃破し、正重も渡辺守綱とともに斥候の布施吉次を討ち取っている。
一揆平定後に帰参した正重は大須賀康高麾下に属し、永禄12年（1569年）今川氏真の籠もる掛川城の戦いでは掛塚で敵増援と戦う。天正4年（1576年）康高が横須賀城に入ると正重はその副将となって武田氏と戦い、以後も康高の武者奉行を務めた。天正18年（1590年）小田原征伐では康高の嗣子忠政の隊に属している。子の正長は水戸藩士となった。